# Masao Takemoto
Masao Takemoto (Prefectura de Shimane, Japón, 29 de septiembre de 1919-ídem, 2 de febrero de 2007) fue un importante gimnasta artístico japonés ganador de siete medallas olímpicas entre las Olimpiadas de Helsinki 1952 y Roma 1960, y otras siete medallas en Mundiales en la década de 1950.
Fue el primer gimnasta artístico en ser incluido en el Salón de la Fama de la Gimnasia Artística, en 1997, el tercero incluyendo a las mujeres, por detrás de la gimnasta soviética Olga Korbut en 1988, y la rumana Nadia Comaneci en 1993.

## Carrera deportiva
Sus más exitosos logros fueron la medalla de oro que consiguió junto con el equipo japonés en el concurso por equipos de los JJ. OO. de Roma 1960, la medalla de plata olímpica en salto de potro— tras el soviético Viktor Chukarin en Helsinki 1952—, otra plata olímpica en barra horizontal —tras su compatriota Takashi Ono— o las dos medallas de oro en los mundiales de Roma 1954 y Moscú 1958 en el ejercicio de suelo.